# トヨタ・エスティマエミーナ
エスティマエミーナ（Estima Emina）とは、トヨタ自動車がかつて製造・販売していたミニバンタイプの乗用車である。
本項では姉妹車にあたるエスティマルシーダ（Estima Lucida）についても記述する。

## 概要
1990年（平成2年）に発売されたエスティマは、先進的なパッケージングとスタイルで注目を集めた一方、そのボディサイズは当時の日本では大きすぎるものであった。このためエスティマのイメージを引き継ぎつつ、車体寸法を国内の小型自動車（5ナンバー）枠に収めた車種として開発されたのが本車種である。トヨタ店とカローラ店の併売だったエスティマにあわせ、エミーナはトヨタ店、ルシーダはカローラ店での取り扱いとされた。
エスティマと同様に乗用ワゴン専用設計のため、エミーナ/ルシーダとも商用車（ライトバン）の設定はなかったが、ビニールシート仕様で実質的な商用向けモデルである「D」グレードが存在した。

## 初代 XR10/20G型（1992年 - 2000年）
1992年（平成4年）1月に発売。当時人気を博していた日産・バネットセレナへの対抗馬として、全幅を小型自動車（5ナンバー）枠に収めるとともに、エスティマとの差別化のためフロントグリル、テールランプ、内装などのデザインを独自のデザインに変更した上で発売した。雑誌などではエスティマの幅を縮めたモデルと表現されているが、元々エスティマ開発当初から5ナンバー版のナローモデルは用意されていた。
バネットセレナの好調を見て、後輪サスペンションを固定車軸とした廉価グレードを増やし、価格帯を下げて発売された。エスティマが当初モノグレードであったのに対し、エミーナ/ルシーダはビニールシート仕様の廉価版「D」から、エスティマと同様の豪華さの高級版「G」まで幅広いグレード体制とし、前期型にはエスティマと同じ4輪独立懸架の足回りを持つスポーツグレード「S」も用意された。
トランスミッションはエスティマと同様の4速ATであるが、発売当初は全グレードに5速MTが設定されていた。ただし、最上級グレードの「G」にMTが存在していた期間はわずか1年弱であった。コラムシフトのAT車とは異なり、MT車は操作しやすくするためにフロア式に変更されているが、これによりウォークスルー機能はなくなっている。MT車のシフトブーツコンソールの形状はガソリン車とディーゼルターボ車で異なり、ディーゼルターボ車はコンソールの後ろ側に「小物入れ」が付いており、その分全体的に縦長となっているが、ガソリン車のコンソールにはそれが無い分前者と比較して短い。また、パーキングブレーキはAT車、MT車共にハンドブレーキ式だが、レバーが運転席右側という特異な場所に設置されている。
内外装系から足回りに至るまで本家エスティマより低コストの部品を広範囲に用いてコストダウンを徹底し、低価格をアピールした。しかし、ロワーグレードに引っ張られた価格帯は市場の実情とは乖離したもので、実際の販売台数でボリュームゾーンにあたるグレードの価格はセレナよりかなり上となっており、一定の利益率は確保できる仕組みであった。
競合車であるバネットセレナに対して同程度の価格帯までカバーしたこと、バネットセレナより室内が広いこと、旧弊なキャブオーバー型ワンボックスカーに不満を感じていた層の支持を得られたこと、これまでにない外観が受け入れられたことなどで販売的には成功を収め、ピーク時にはルシーダが約1万2,000台、エミーナは約8,000台もの月間販売台数を記録し、月間4,000台程度であったバネットセレナに大差をつけた。
- 1992年（平成4年）1月 - 発売。グレードは上から「Gラグジュアリー」、「G」、「S」、「X」、「F」、「D」の6種類のラインナップで、尚且つ全車にMT設定があった。なお「S」はガソリン車のみのグレードで、「D」はディーゼル車のみのグレードとなっており、他は各々にガソリン車・ディーゼル車両方がラインナップされていた。タコメーター、集中ドアロック、パワーウィンドウは「X」以上のグレードに標準装備されている（＝「F」以下はこれら全て非装備）。
- 1993年（平成5年）5月 - ジョイフルキャノピー装着車を新たに設定。標準ルーフに比べて、全高で120 mm、室内高で65 mm拡大させ、明るく開放感のある室内とする。また、ボディカラーに新色を加えた。今回の一部改良に伴い販売台数の極端に少ない「S」、「D」グレードが廃止され、「Gラグジュアリー」、「G」のMT設定も廃止された。なお「Gラグジュアリー」、「G」以外のグレード（「X」、「F」）には引き続きMT設定が継続されている。グレードは上から「Gラグジュアリー」、「G」、「X」、「F」の4種類に整理された。
- 1994年（平成6年）6月 -「Xリミテッド」ベースの特別仕様車を設定。レギュラールーフのミドルルーフ装着車、ツインムーンルーフ装着車、室内高を65 mm拡大したジョイフルキャノピー装着車を設定。ボディカラーは、ダークティールグリーンマイカ、シルバーメタリックを採用し、LED式ハイマウントストップランプ付リヤスポイラー、専用シート表皮、ラジオレス仕様 + 4スピーカーなどを特別装備する。
- 1995年（平成7年）1月 - マイナーチェンジ。ルシーダは同色グリルやサイドにエアインテークを配したバンパー、エミーナはメッキを施した横基調グリルやワイド感あるバンパーへと変更した。ヘッドランプは両者共同じ形状となったが、ルシーダは「インナーブラック」、エミーナは「インナーシルバー」となっている。グレードは「F」が廃止され新たに「Xラグジュアリー」が新設定された。上から「Gラグジュアリー」、「G」、「Xラグジュアリー」、「X」の4種類。またMTはガソリン車・ディーゼル車とも「X」のみとなった。
- 1995年（平成7年）8月 - 特別仕様車「Xリミテッドミドルルーフ」を設定。シルバーメタリック、ダークブルーイッシュグレーマイカを採用し、濃色熱線反射ガラス、LED式ハイマウントストップランプ付リヤスポイラー、ラジオレス仕様+4スピーカーなどを特別装備する。
- 1996年（平成8年）8月 - マイナーチェンジ。ヘッドランプ形状はルシーダが楕円型、エミーナが角型となり、他には内外装の変更とともに、安全装備としてABSとデュアルエアバッグ、チェイルドシート固定式シートベルトを全車に標準装備した。またスポーティな「アエラス（AERAS）」を新設定。アエラスは、ルーフレール一体式リアスポイラーやバンパースポイラー、サイドマッドガードなどを備える。グレードは上から「Gラグジュアリー」、「G」、「Xラグジュアリー」、「AERAS」、「X」の5種類のラインナップとなった。また今回の一部改良に伴い、ガソリン車のMTは完全に廃止され、MTは「X」のディーゼルターボ車のみとなった（＝後期型にガソリンMT車は一切存在しない）。
- 1996年（平成8年）10月 -「X」をベースした特別仕様車「Xリミテッド」を発売。ツインムーンルーフ仕様車も選択可能。
- 1997年（平成9年）4月 - 一部改良。
- 1998年（平成10年）1月 - 一部改良。オドメーターの表示方式がこれまでは機械式の「アナログ表示」だったのが、液晶ディスプレイの「デジタル表示」に変更された。グレードは「Gラグジュアリー」が廃止され、代わりに「エルセオ（ELUCEO）」を追加設定。ランクは「G」と同等で8人乗り版最上級。上から「G」、「ELUCEO」、「Xラグジュアリー」、「AERAS」、「X」の5種類のラインナップ。
- 1999年（平成11年）12月 - 生産終了。
- 2000年（平成12年）1月 - エスティマのフルモデルチェンジに伴い販売終了[1]。2代目エスティマに統合され、エミーナ/ルシーダは1代限りで消滅した。

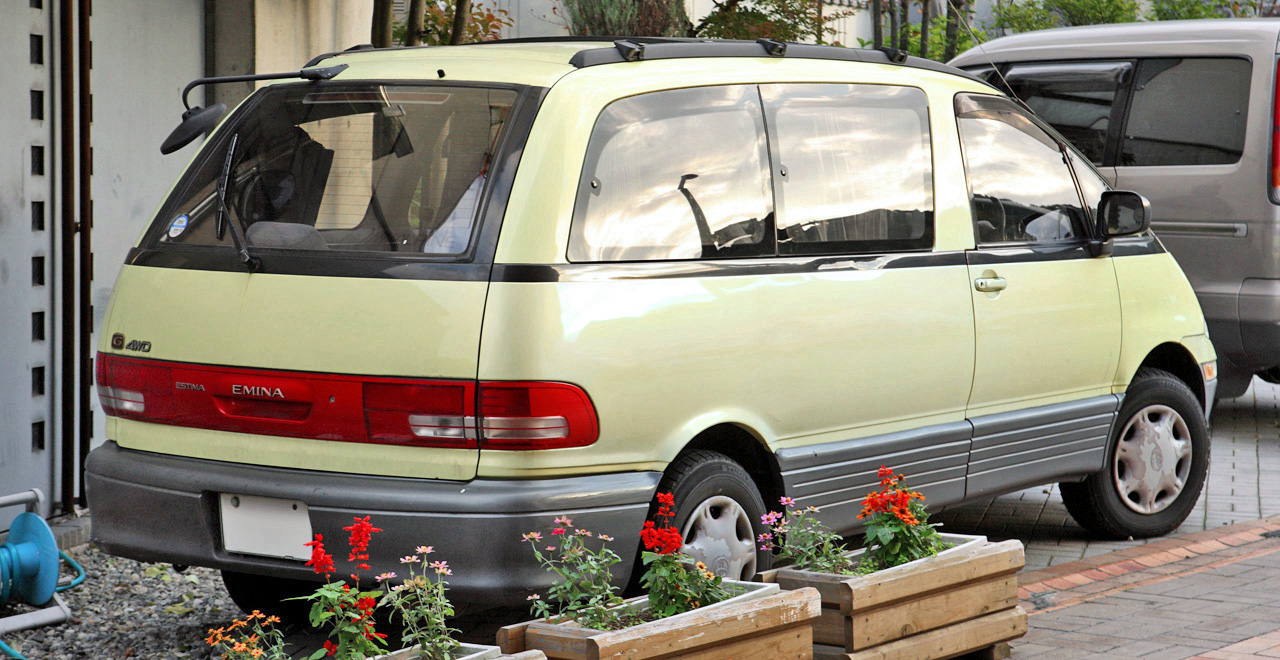
エスティマエミーナ 前期型 リア
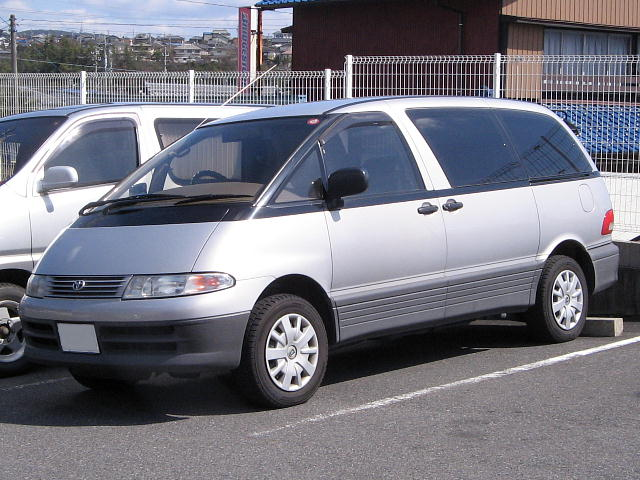
エスティマエミーナ 中期型 （1995/1 - 1996/8）
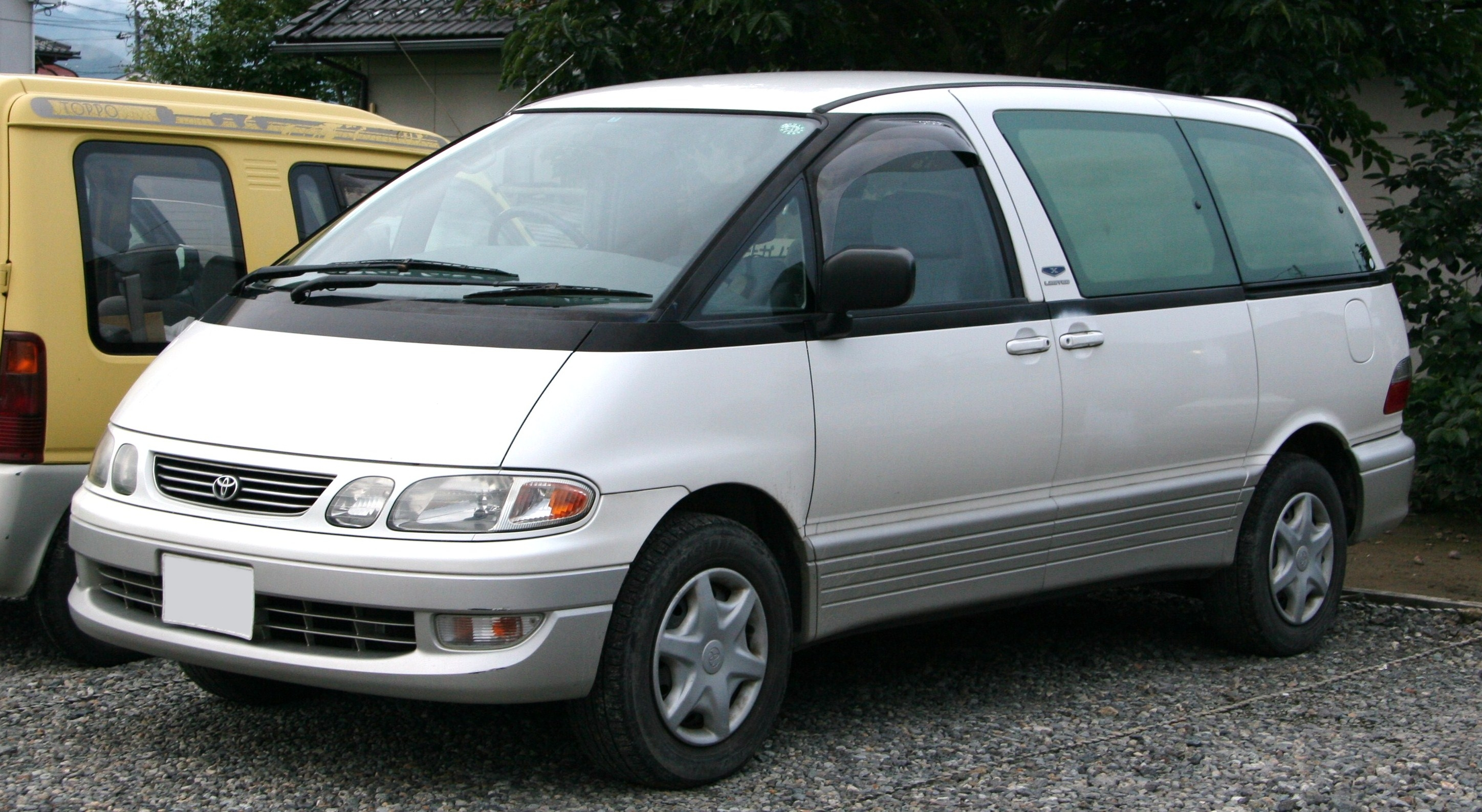
エスティマエミーナ 後期型 （1996/8 - 1999/12）

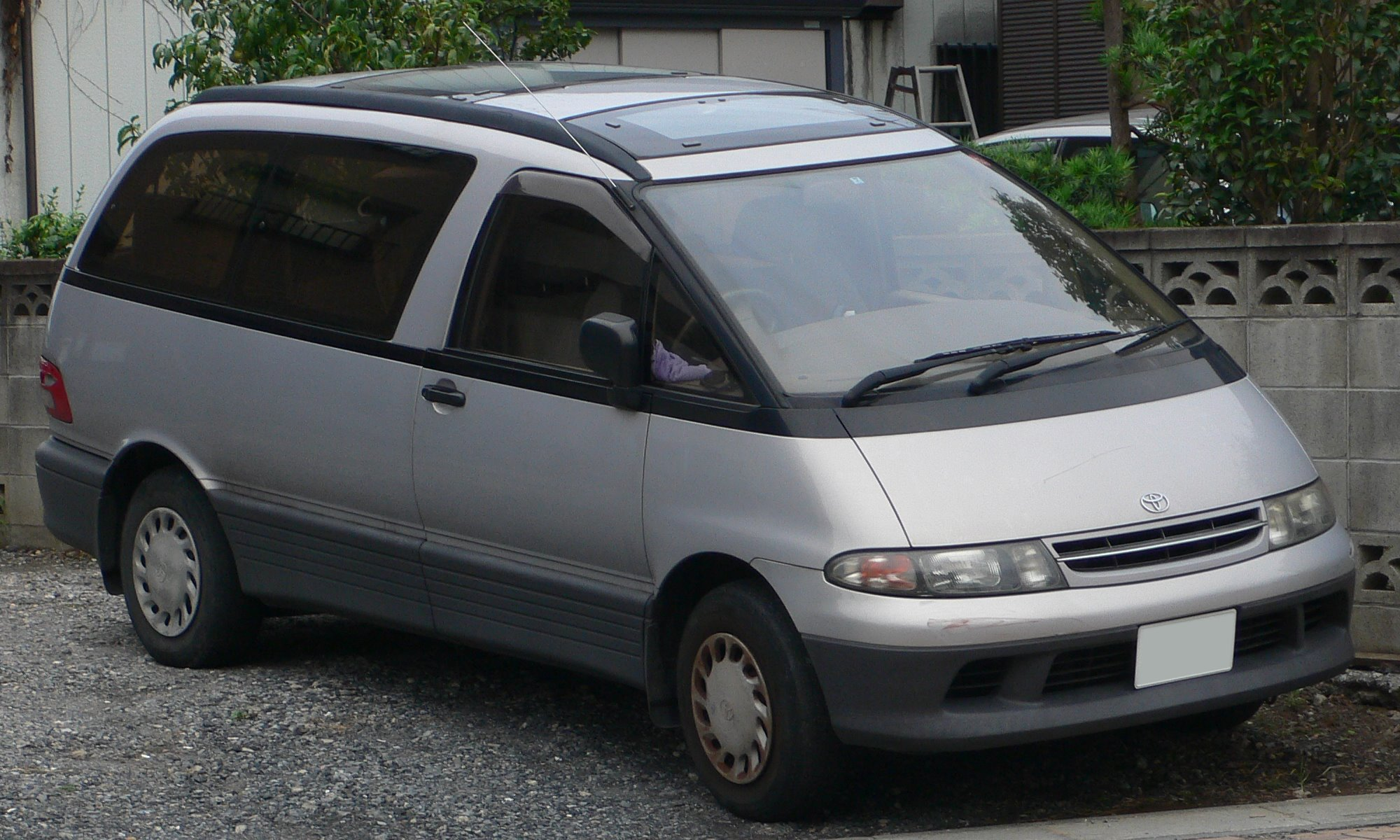
エスティマルシーダ 中期型 （1995/1 - 1996/8）
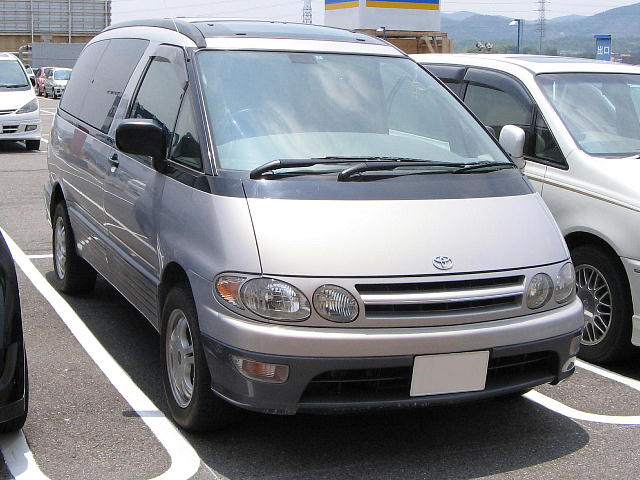
エスティマルシーダ 後期型 （1996/8 - 1999/12）
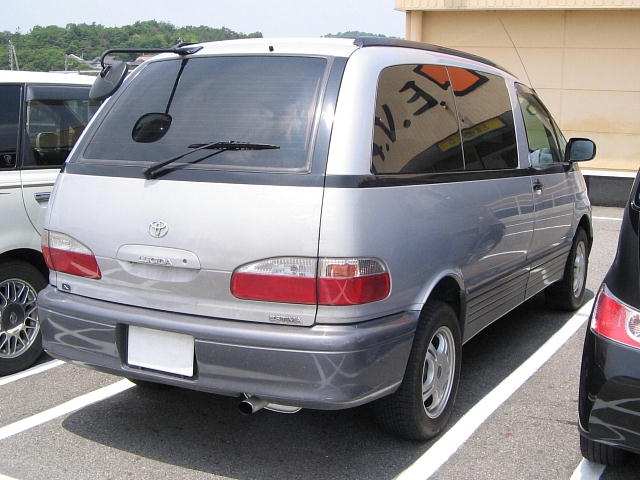
エスティマルシーダ 後期型 リア

## 車名の由来
ESTIMAは「尊敬すべき」という英語estimableより、
EMINAは「卓越した、抜き出た、高名な」という英語eminentより、LUCIDAは「星座の中の一番明るい星」という英語lucidより、
それぞれ名づけられた。

## 取り扱い販売店
- トヨタ店（エミーナ）
- カローラ店（ルシーダ）